# Харель, Идит
Идит Харель (англ. Idit Harel; 18 сентября 1958 год, Тель-Авив, Израиль) — американский учёный-инженер, пионер конструкционистской теории обучения. Применила LogoWriter — версию языка программирования Лого (созданный её научным руководителем, Сеймуром Пейпертом) для обучения детей программированию. На эту тему защитила докторскую диссертацию в 1988 году.
Согласно выводам её диссертационной работы, разрабатывая дизайн программы, думая над тем, как лучше структурировать и представлять информацию, ученик значительно глубже понимает содержание предмета (дроби), лежащего в основании программы.